# Fleury-la-Vallée
Fleury-la-Vallée är en kommun i departementet Yonne i regionen Bourgogne-Franche-Comté i norra Frankrike. Kommunen ligger i kantonen Aillant-sur-Tholon som tillhör arrondissementet Auxerre. År 2022 hade Fleury-la-Vallée 1 019 invånare.

## Befolkningsutveckling
Antalet invånare i kommunen Fleury-la-Vallée
| Referens: INSEE |